# Івікові журавлі

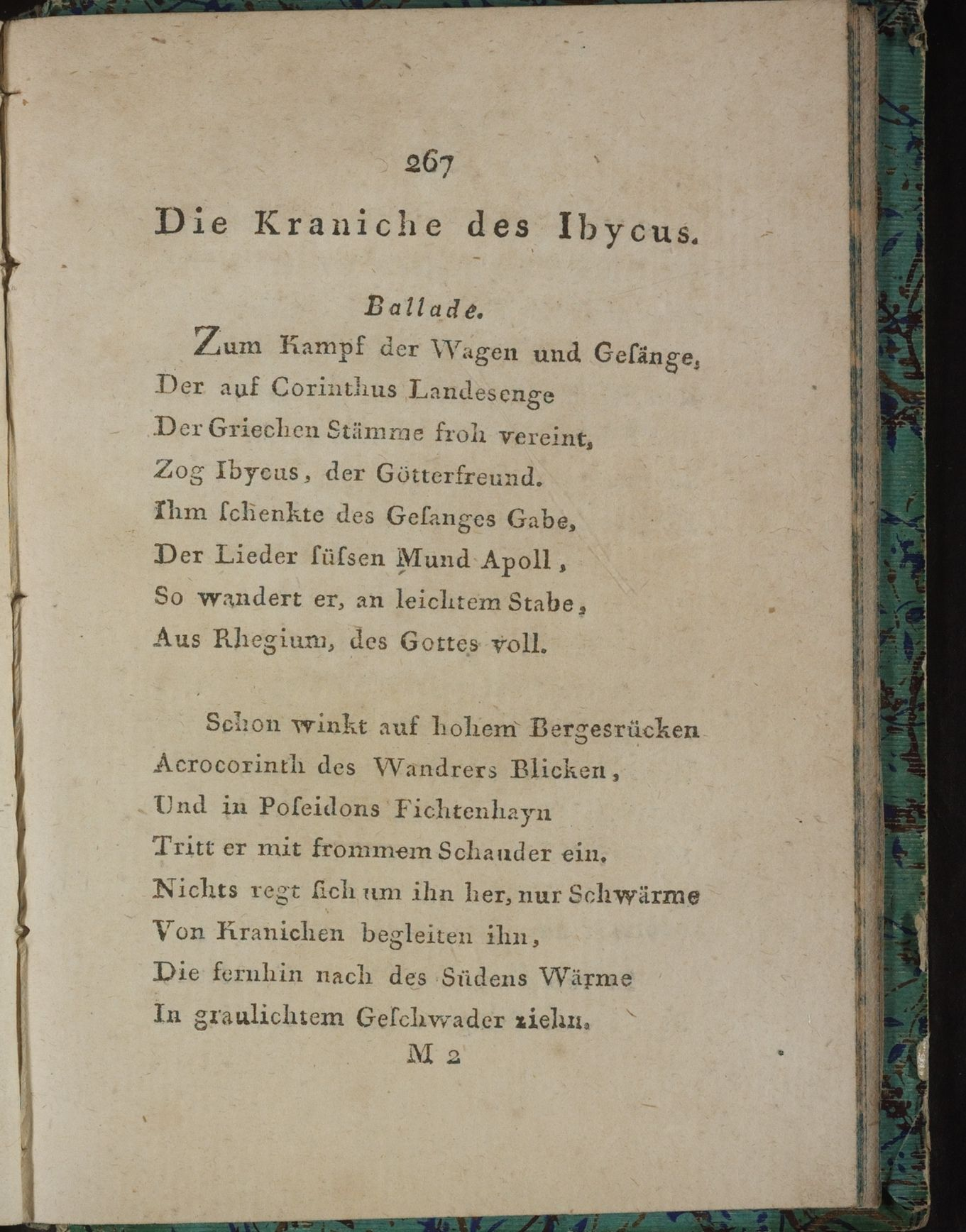
Die Kraniche des Ibycus

«Івікові журавлі» (нім. Die Kraniche des Ibykus) — балада німецького поета Фрідріха Шиллера, написана в 1797 році. Вперше була опублікована в «Альманасі муз» за 1798 рік.

## Історія створення
Балада була написана у 1797 році в «рік балад». У Й. В. Ґете і Ф. Шиллера було дружнє творче змагання, під час якого поети «мірялися силами» у створенні балад. Саме Йоганн Гете запропонував Шиллеру сюжет балади «Івікові журавлі». В основу твору покладена легенда, згідно з якою давньогрецький поет Івік загинув дорогою до Коринфа. Там мали відбуватись Істмійські ігри на честь бога Посейдона. На Івіка напали розбійники, підіслані до нього володарями, незадоволеними популярністю поета в народі. Івіка було смертельно поранено. Свідками вбивства Івіка стали чорні журавлі. «Будьте моїми месниками!»- з останніх сил крикнув їм перед смертю поет. Злочинці посміялися зі слів Івіка. Вони пішли до Коринфа дивитися змагання. Сидячи на місцях для глядачів, один із них побачив у небі журавлів і зі сміхом сказав товаришеві: «Ось летять месники Івіка». Глядачі почули ці слова, розбійників схопили та допитали. Під час допиту вони зізнались у вбивстві. Так журавлі допомогли розкрити злочин.

## Сюжет балади
Сюжет балади драматичний. Мандрівний давньогрецький співак Івік поспішав на загальногрецьке свято — змагання бігунів та поетів. Він був смертельно поранений вбивцями у безлюдному місці по дорозі на Істмійські ігри. Вмираючи, Івік побачив у небі зграю журавлів і прохав птахів викрити вбивць. Люди, які зібралися на ігри, були обурені вбивством і засмучувались від неможливості розкриття злочину. Перед присутніми була розіграна трагедія «Евменіди» з хором Ериній. Еринії співали про невідворотність відплати злочинцям. Глядачі під враженням завмерли, осмислюючи почуте. У цей час пролунав журавлиний клекіт. Один з убивць (а вони були присутні на виставі) сказав іншому: «Це Івікові журавлі!» Цим злочинці викрили себе і були засуджені до смертної кари.
Тема балади: вбивство поета Івіка та викриття убивць.
Ідея: роль мистецтва, сила його впливу на людей.

## Аналіз
Балада Шиллера — ліро-епічний твір. Увага автора зосереджена на моральних проблемах. Наявні елементи всіх родів: епосу, лірики, драми.
Ліричні елементи
- Форма: 23 строфи по 8 віршів кожна: дві пари рим і дві перехресні рими.
- Розмір: чотиристопний ямб
- Ліричний зміст: Пісня Ериній

Епічні елементи
- Розповідь про минуле (частини 1-ї строфи)
- Історичний теперішній час
- Розказана дія
- Всезнаючий оповідач

Драматичні елементи
- З точки зору змісту: поява Ериній, «Сцена стає трибуналом»
- Дослівне мовлення
- Драматичний теперішній час

## Художні образи
- Івік — давньогрецький поет, «божий друг». Прототип його жив до VI столітті до нашої ери в Південній Італії. Бог мистецтва Аполлон наділив його співотворчим даром. Івік помічає журавлів, озивається до них, порівнює себе з мандруючими птахами. Помираючи, просить птахів бути свідками його смерті. Поет має одну зброю — слово. Слово стає месником.
- Злочинці — «два душогуби», які підступно вбивають пісняра. Як і всі глядачі, вони зворушені піснею іриній. Так, що один, побачивши чорних журавлів промовляє: «Глянь, Тимотею,— віддалі Не Івікові журавлі?»

## Художні засоби
За перекладом Миколи Лукаша: У тексті використані:
- епітети: «ниці розбишаки», «тривожний гомін»
- метафори: «В серцях і провість, і напомин Спалахує»
- порівняння: «Як море хвилями хита»
- анафора: «І вже їх тягнуть всі юрбою, І суд вершиться на кону, І, помсти вражені стрілою, Злочинці визнають вину».

Репліка Івікові журавлі стала афоризмом. Легендарних птахів згадують, говорячи про якийсь злочин, розкритий через божественне втручання.

## Переклади українською мовою
Баладу «Івікові журавлі» перекладали українською мовою Микола Лукаш, Борис Щавурський, Галина Кирпа